# Astorianerna
Astorianerna var en blandad grupp av pälshandlare, före detta militärer och upptäcktsresande som 1810-12 genomförde två expeditioner för American Fur Companys räkning. De har fått sitt namn efter bolagets grundare John Jacob Astor som brukar presenteras som historiens första dollarmiljonär. Han finansierade expeditionerna men deltog inte själv aktivt i vare sig planering eller genomförande.
En av expeditionerna, ledd av Wilson Price Hunt gick landvägen till Columbiaflodens mynning. Den andra gick sjövägen till samma mål, med fartyget Tonquin, under befäl av Jonathan Thorn. 

## Sjöexpeditionen
Thorn avseglade från New York 8 september 1810 och nådde målet 12 april 1811. Där grundade han Fort Astoria (nu Astoria, Oregon) i närheten av den plats där Lewis och Clarks expedition hade övervintrat 1805-06. Efter grundandet av Fort Astoria seglade skeppet i juni 1812 vidare till Vancouver Island. Där uppstod, troligen på grund av Thorns odiplomatiska och arroganta uppträdande, en konflikt med områdets urbefolkning, Nootka, vilket slutade med att de bordade skeppet och dödade hela besättningen.

## Landexpeditionen
Landexpeditionen gick delvis den väg som senare, tack vare deras kartläggning, kom att bli Oregon Trail, den stora huvudvägen till stillahavskusten. Det var dock egentligen ett av expeditionens många misstag, då John Day som ledde återfärden chansade på en annan väg än den ursprungligen planerade. Hunt begick själv enligt vissa, något osäkra uppgifter, det inledande misstaget att starta alltför sent på hösten, 21 oktober 1810, från Saint Louis och efter att ha avverkat endast ca 700 km längs Missourifloden tvingades han att upprätta vinterläger vid Nodaway Rivers mynning. I en officiell myndighetsutredning från 1962 meddelas dock att Hunt utgick från S:t Louis 13 mars 1811. Detta kände en av de värsta konkurrenterna, Manuel Lisa, till och startade därför en egen skuggningsexpedition 2 april med syftet att utnyttja astorianernas eventuella nya upptäckter. Lisa följde dock inte astorianerna längre än till mandanindianernas område. Vad de motsägelsefulla uppgifterna beror på är oklart. Uppgiften om ett vinterläger vid Nodaway är dock knappast helt gripen ur luften. Möjligen anslöt sig inte Hunt själv till expeditionen förrän våren 1811.
Färden fortsattes 21 april 1811 och redan 26 maj begick Hunt sitt nästa misstag, då han bestämde sig för att avvika från Lewis och Clarks gamla rutt som han dittills hade följt. Orsaken var att Hunt var rädd för repressalier från svartfotsindianerna, eftersom två av dem hade dödats, då de försökt stjäla vapen av Lewis och Clarks expedition. I stället sökte han sig till Arikara för att köpa hästar av dem, vilket dock visade sig vara en förfelad plan. Några hästar fick han inte köpa och starkt försenad, bestämde han sig vid mitten av juli för att försöka ta sig vattenvägen längs Snake River till Columbiafloden med kanoter.
Efter ett dödsfall i en fors kom man fram till att idén om att färdas med kanoter längs Snake inte var så lyckad och man fortsatte till fots. En del medlemmar övergav dock expeditionen och gav sig ut i egna affärer av olika slag. Endast 45 av ursprungligen 60 deltagare nådde därför omsider Fort Astoria 15 februari 1812.